# Championnat d'Allemagne féminin de football 2001-2002
Navigation
Édition précédente Édition suivante
La Frauen-Bundesliga 2001-2002 est la 29e édition du championnat d'Allemagne féminin de football.
Le premier niveau du championnat féminin oppose douze clubs allemands en une série de vingt-deux rencontres jouées durant la saison de football. La compétition débute le 19 août 2001 et s'achève le 16 juin 2002.
La première place du championnat est qualificative pour la Coupe féminine de l'UEFA alors que les deux dernières places sont synonymes de relégation en Regionalliga.
Lors de l'exercice précédent, le SC Fribourg et le Hambourg SV ont gagné le droit d'évoluer dans cette compétition après avoir fini aux deux premières places de la phase finale de Regionalliga.
Le FFC Francfort, champion en 2001, est quant à lui, le seul représentant allemand en Coupe féminine de l'UEFA 2001-2002.
À l'issue de la saison, le FFC Francfort décroche le troisième titre de champion d'Allemagne de son histoire. Dans le bas du classement, le Hambourg SV et le FC Sarrebruck, sont relégués.
| \| SC Bad Neuenahr Bayern Munich FFC Brauweiler Pulheim FCR Duisbourg FFC Francfort FSV Francfort SC Fribourg Hambourg SV FFC Heike Rheine FC Sarrebruck FFC Turbine Potsdam WSV Wolfsburg \| Localisation des clubs engagés dans le championnat. |
| SC Bad Neuenahr Bayern Munich FFC Brauweiler Pulheim FCR Duisbourg FFC Francfort FSV Francfort SC Fribourg Hambourg SV FFC Heike Rheine FC Sarrebruck FFC Turbine Potsdam WSV Wolfsburg                                                           |

## Participants
Ce tableau présente les douze équipes qualifiées pour disputer le championnat 2001-2002. On y trouve le nom des clubs, la date de création du club, l'année de la dernière montée au sein de l'élite, leur classement de la saison précédente, le nom des stades ainsi que la capacité de ces derniers.
Légende des couleurs
- Qualifié pour la phase de groupes de la Coupe féminine de l'UEFA 2001-2002.
- Promu de Regionalliga.

| Nom du club            | Date de création | Dernière montée | Cls 2001 | Stade                      | Capacité | Nb T. |
| ---------------------- | ---------------- | --------------- | -------- | -------------------------- | -------- | ----- |
| FFC Francfort          | 1973             | 1990            | 1        | Stadion am Brentanobad     | 5 200    | 2     |
| FFC Turbine Potsdam    | 1971             | 1994            | 2        | Karl-Liebknecht-Stadion    | 10 499   | /     |
| FCR Duisbourg          | 1977             | 1993            | 3        | PCC-Stadion                | 3 000    | 1     |
| FFC Brauweiler Pulheim | 1974             | 1991            | 4        | Stade inconnu              | -        | 1     |
| Bayern Munich          | 1970             | 2000            | 6        | Sportpark Aschheim         | 3 000    | 1     |
| FSV Francfort          | 1970             | 1990            | 7        | Stadion am Bornheimer Hang | 12 500   | 3     |
| SC Bad Neuenahr        | 1907             | 1997            | 9        | Apollinarisstadion         | 4 580    | 1     |
| WSV Wolfsburg          | 1973             | 1998            | 10       | VfL-Stadion am Elsterweg   | 17 600   | /     |
| FFC Heike Rheine       | 1986             | 2000            | 11       | Jahnstadion                | 4 009    | /     |
| FC Sarrebruck          | 1990             | 1990            | 12       | Stadion Kieselhumes        | 6 000    | /     |
| SC Fribourg            | 1975             | 2001            | Reg.     | Möslestadion               | 18 000   | /     |
| Hambourg SV            | 1970             | 2001            | Reg.     | Wolfgang-Meyer-Sportanlage | 2 018    | /     |

## Compétition

### Classement
Le classement est calculé avec le barème de points suivant : une victoire vaut trois points, le match nul un et la défaite zéro.
Les critères utilisés pour départager en cas d'égalité au classement sont les suivants :
1. différence entre les buts marqués et les buts concédés sur la totalité des matchs joués dans le championnat ;
2. plus grand nombre de buts marqués sur la totalité des matchs joués dans le championnat.

| Rang | Équipe                 | Pts | J  | G  | N | P  | Bp | Bc | Diff |
| ---- | ---------------------- | --- | -- | -- | - | -- | -- | -- | ---- |
| 1    | FFC Francfort T C      | 58  | 22 | 18 | 4 | 0  | 65 | 17 | +48  |
| 2    | FFC Turbine Potsdam    | 44  | 22 | 14 | 2 | 6  | 56 | 23 | +33  |
| 3    | FCR Duisbourg          | 44  | 22 | 14 | 2 | 6  | 61 | 34 | +27  |
| 4    | Bayern Munich          | 40  | 22 | 12 | 4 | 6  | 59 | 38 | +21  |
| 5    | FSV Francfort          | 39  | 22 | 11 | 6 | 5  | 48 | 29 | +19  |
| 6    | SC Fribourg P          | 35  | 22 | 11 | 2 | 9  | 30 | 34 | -4   |
| 7    | FFC Brauweiler Pulheim | 33  | 22 | 10 | 3 | 9  | 37 | 27 | +10  |
| 8    | FFC Heike Rheine       | 27  | 22 | 6  | 9 | 7  | 34 | 34 | 0    |
| 9    | SC Bad Neuenahr        | 22  | 22 | 6  | 4 | 12 | 24 | 51 | -27  |
| 10   | WSV Wolfsburg          | 17  | 22 | 5  | 2 | 15 | 26 | 52 | -26  |
| 11   | Hambourg SV P          | 8   | 22 | 2  | 2 | 18 | 16 | 62 | -46  |
| 12   | FC Sarrebruck          | 8   | 22 | 2  | 2 | 18 | 16 | 71 | -55  |

| Légende : | Légende : |
| --------- | --- |
|           | Qualifié pour la Coupe féminine de l'UEFA 2002-2003 (Phase de groupes). |
|           | Relégué en Regionalliga. |
|           | T Tenant du titre. P Promu de Regionalliga. C Vainqueur de la DFB-Pokal Frauen 2001-2002. Pts points ; G victoires ; N matchs nuls ; P défaites Bp buts marqués ; Bc buts encaissés ; Diff différence de buts |

### Résultats
| Résultats (▼dom., ►ext.)                                   | Bad | ByM | Bra | Dui | Fra | Fra | Fri | Ham | Hei | Sar | Tur | Wol |
| SC Bad Neuenahr                                            |     | 0-3 | 1-0 | 2-2 | 1-7 | 2-1 | 1-2 | 4-3 | 0-0 | 0-1 | 1-3 | 1-0 |
| Bayern Munich                                              | 5-1 |     | 3-2 | 2-3 | 1-3 | 1-1 | 1-2 | 3-0 | 5-5 | 3-1 | 1-2 | 4-1 |
| FFC Brauweiler Pulheim                                     | 0-0 | 1-3 |     | 2-3 | 0-0 | 2-1 | 2-1 | 5-0 | 1-2 | 3-1 | 1-0 | 2-0 |
| FCR Duisbourg                                              | 6-1 | 3-6 | 3-0 |     | 1-7 | 2-1 | 4-1 | 5-1 | 4-0 | 3-0 | 1-2 | 5-0 |
| FFC Francfort                                              | 4-1 | 3-1 | 3-1 | 2-1 |     | 1-0 | 1-1 | 2-0 | 2-1 | 7-0 | 4-1 | 3-1 |
| FSV Francfort                                              | 2-2 | 2-2 | 3-1 | 3-0 | 1-1 |     | 4-1 | 4-0 | 1-1 | 6-1 | 3-1 | 4-2 |
| SC Fribourg                                                | 1-0 | 1-1 | 0-5 | 0-1 | 1-2 | 1-2 |     | 5-0 | 2-1 | 2-0 | 0-6 | 3-1 |
| Hambourg SV                                                | 1-4 | 1-5 | 0-3 | 0-4 | 2-4 | 1-4 | 0-2 |     | 1-3 | 3-0 | 1-4 | 4-0 |
| FFC Heike Rheine                                           | 5-1 | 1-3 | 0-0 | 0-3 | 1-1 | 1-1 | 2-0 | 2-1 |     | 4-0 | 0-0 | 0-0 |
| FC Sarrebruck                                              | 0-3 | 0-2 | 1-4 | 0-5 | 0-3 | 1-2 | 0-1 | 1-1 | 2-2 |     | 1-5 | 2-3 |
| FFC Turbine Potsdam                                        | 1-2 | 4-0 | 1-0 | 2-0 | 1-3 | 4-0 | 0-1 | 0-0 | 3-1 | 8-2 |     | 3-1 |
| WSV Wolfsburg                                              | 4-0 | 1-4 | 1-3 | 2-2 | 0-2 | 1-2 | 0-3 | 3-0 | 1-4 | 3-0 | 0-5 |     |
| - Victoire à domicile - Match nul - Victoire à l'extérieur |     |     |     |     |     |     |     |     |     |     |     |     |

## Bilan de la saison
| Championnat d'Allemagne féminin de football 2001-2002 |                          |
| Champion                                              | FFC Francfort (3e titre) |
| Dauphin                                               | FFC Turbine Potsdam      |
| Coupes et trophées                                    |                          |
| Vainqueur DFB-Pokal Frauen 2001-2002                  | FFC Francfort            |
| Qualifications continentales                          |                          |
| Coupe féminine de l'UEFA 2002-2003                    | FFC Francfort            |
| Promotions et relégations                             |                          |
| Promus en Frauen-Bundesliga                           | Tennis Borussia Berlin   |
| Promus en Frauen-Bundesliga                           | TuS Niederkirchen        |
| Relégués en Regionalliga                              | Hambourg SV              |
| Relégués en Regionalliga                              | FC Sarrebruck            |

## Statistiques
| Cls | Joueuse          | Club                   | Buts |
| --- | ---------------- | ---------------------- | ---- |
| 1   | Conny Pohlers    | FFC Turbine Potsdam    | 27   |
| 2   | Melanie Hoffmann | FCR Duisbourg          | 19   |
| 3   | Birgit Prinz     | FFC Francfort          | 17   |
| 3   | Petra Unterbrink | FFC Brauweiler Pulheim | 17   |
| 5   | Jennifer Meier   | FFC Francfort          | 15   |
| 6   | Pavlína Ščasná   | Bayern Munich          | 14   |
| 7   | Petra Wimbersky  | Bayern Munich          | 12   |
| 7   | Jennifer Zietz   | FFC Turbine Potsdam    | 12   |
| 9   | Inka Grings      | FCR Duisbourg          | 11   |
| 9   | Shelley Thompson | FCR Duisbourg          | 11   |